# Maldita sea (programa de televisión)
Maldita Sea fue un programa de televisión chileno que se emitió por el desaparecido Canal 2 Rock & Pop entre 1995 y 1999.

## Características
El programa fue conducido por Juan Andrés Salfate, Rodrigo «Pera» Cuadra (vocalista del grupo de metal Dorso) y en sus inicios acompañados por Roberto Artiagoitia, más conocido en su país como "el Rumpy", quien solo permaneció por la primera temporada. Además de su elenco estable en el programa participaba también Cathy Barriga, quien interpretaba a una sirvienta robótica llamada "Robotina".
Maldita sea exponía y analizaba películas mayoritariamente del género del terror, anime, videojuegos de la época y otros contenidos inscritos en el denominado cine de culto, con gran parte de las películas exhibidas en su totalidad, siendo comentadas en tiempo real por sus conductores al estilo del programa de televisión norteamericano Mystery Science Theater 3000.
Con una emisión ininterrumpida por cuatro años, Maldita Sea fue el programa con mayor cantidad de auspiciadores e índice de audiencia de toda la historia del canal.

### Cancelación
En 1999 fue cancelado por el subdirector del canal, Iván Valenzuela, debido a su descontento por lo que se exhibía en el programa junto a una reestructuración general de toda la parrilla programática.

### Remakes
Después de su salida de Canal 2 Rock & Pop, Salfate y Cuadra se fueron a La Red en marzo de 1999 para hacer El Rincón Maldito, un programa que mantuvo un estilo similar que su antecesor. Más tarde, en 2001 se movieron al canal ABT para realizar Poder de Síntesis, bajo la misma idea. El año 2004 en UCV otro programa con las mismas características regresa bajo el nombre de Planeta Freak con la incorporación del comentarista de cine Gian de Sinis.
Después de un largo receso, volvieron el año 2011 bajo el nombre de MS Freak  (combinación de  las siglas de 'Maldita Sea' y 'Planeta Freak') en la señal de internet Canalstream. La dupla sólo se mantuvo hasta el octavo episodio, quedando el programa a cargo de Gian De Sinis.
Durante la década del 2010 tanto Salfate como Cuadra se juntaron en diversos lugares como ciclos de cines, programas de televisión, shows de internet y otros para "revivir" el programa.
En 2020, durante el encierro por la pandemia de COVID-19, Salfate volvió a utilizar el nombre Maldita Sea para un nuevo programa por internet realizado en conjunto con Alfredo Lamadrid Jr. para hablar del mismo contenido pero en YouTube y Spotify.
Actualmente en YouTube se pueden encontrar episodios completos de Maldita Sea.